# Overgangstoestand
Een overgangstoestand, ook wel aangeduid als transitietoestand of overgangscomplex, is in de scheikunde een kortdurende tussentoestand die kan optreden tijdens een chemische reactie. Die tussentoestand weerspiegelt een welbepaalde moleculaire configuratie met de hoogste potentiële energie langsheen de reactiecoördinaat, die wordt bereikt onderweg naar een nieuwe stabielere toestand. Een overgangstoestand wordt doorgaans aangeduid met een dubbele obelisk (‡).  

## Definitie
Een overgangstoestand kan op verschillende manieren te identificeren zijn; het kan zijn:
- een toestand van labiel chemisch evenwicht: de minst energiegunstige configuratie waardoor de reactanten heen moeten
- een tussentoestand (intermediair) waarin stabiel evenwicht wordt bereikt, voor een reactie die in meerdere stappen verloopt
- een overganscomplex tijdens gekatalyseerde reacties zoals het substraat-enzym-complex in de enzymkinetiek

De overgangstoestand belichaamt het feit dat een botsing tussen twee reagerende deeltjes (zoals atomen of moleculen) niet noodzakelijkerwijze behoort te resulteren in een succesvolle reactie. De uitkomst van de botsing hangt af van diverse factoren, zoals de relatieve kinetische energie van de deeltjes, de ruimtelijke oriëntatie ten opzichte van elkaar en de interne energie van de deeltjes.
Zelfs wanneer een overgangstoestand gevormd wordt, is het niet gezegd dat de deeltjes ook daadwerkelijk een product zullen vormen; zij kunnen evengoed terugkeren naar hun initiële toestand (namelijk die van reactanten).

## Voorbeeld
Een voorbeeld is de transitietoestand die optreedt tijdens de SN2-reactie tussen ethylbromide en het hydroxide-anion:

## Geactiveerd complex
De term 'geactiveerd complex' is een plausibel synoniem voor een overgangstoestand, maar wordt ook gebruikt voor andere lokale maxima of zadelpunten die optreden in een potentieel energie-oppervlak. Geactiveerde complexen zijn dus eveneens intermediaire configuraties die voorkomen tijdens een chemische reactie, maar die niet noodzakelijkerwijze corresponderen met de hoogste potentiële energie.